# Petra Fretter

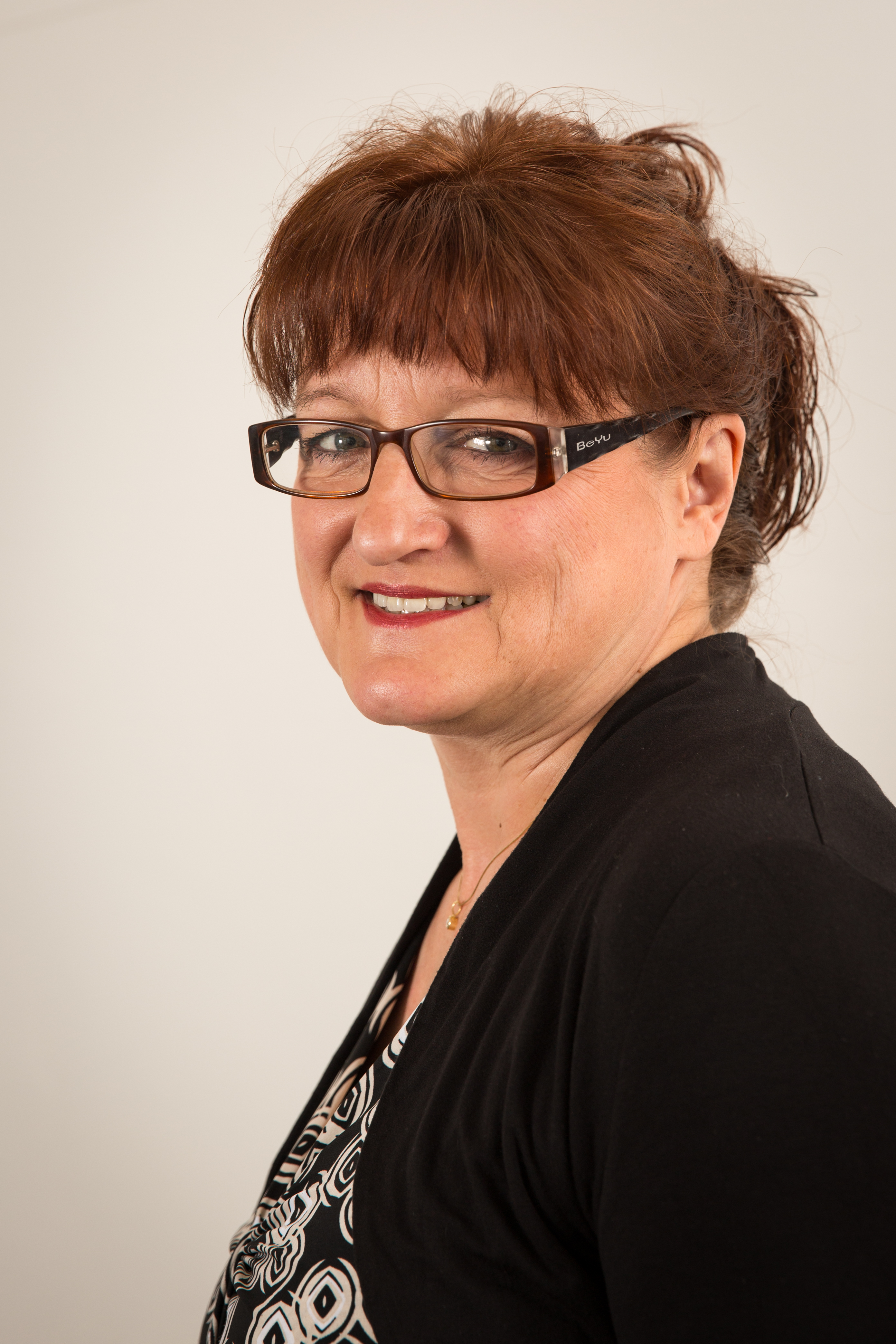
Petra Fretter (2017)

Petra Fretter (* 19. September 1959 in Saarbrücken) ist eine deutsche Politikerin (CDU). Seit 2016 ist sie mit kurzer Unterbrechung 2022 Mitglied des saarländischen Landtags.

## Ausbildung und Beruf
Nach der Volksschule besuchte Fretter von 1970 bis 1976 die Realschule Am Ludwigsberg in Saarbrücken und absolvierte anschließend eine Ausbildung zur Arzthelferin und zur MTA. Ab 1980 war sie als medizinisch-technische Laboratoriumsassistentin im Marienhaus Klinikum Saarlouis-Dillingen beschäftigt.

## Politische Funktionen
Im Jahr 1994 trat Fretter in die CDU ein. Sie ist dort Vorsitzende des Ortsverbands Karlsbrunn (seit 2003) und des Gemeindeverbands Grossrosseln (seit 2010).
Dem Ortsrat von Karlsbrunn gehört sie seit 1999 an. Von 1999 bis 2003 war sie stellvertretende Ortsvorsteherin, seit 2003 ist sie Ortsvorsteherin von Karlsbrunn. Außerdem ist sie seit 2011 Mitglied im Gemeinderat von Großrosseln.
Für den ausgeschiedenen Abgeordneten Uwe Conradt rückte Fretter 2016 in den Landtag des Saarlandes nach. Sie wurde am 18. Mai 2016 verpflichtet. Bei der Landtagswahl 2017 zog sie erneut in den Landtag ein. Bei der Landtagswahl 2022 verfehlte sie zunächst den Wiedereinzug in den Landtag, rückte aber nach dem Rücktritt von Peter Strobel im Juli 2022 in das Landesparlament nach.

## Mitglied in Ausschüssen
Fretter gehörte im Landtag des Saarlandes folgenden Ausschüssen an:
- Ausschuss für Eingaben
- Ausschuss für Datenschutz und Informationsfreiheit
- Ausschuss für Soziales, Gesundheit, Frauen und Familie

## Privates
Fretter ist evangelisch, verheiratet und hat zwei Söhne.